# Ptilinopus occipitalis
El tilopo occipital, tilopo occidental o tilopo de pecho amarillo (Ptilinopus occipitalis) es una especie de ave columbiforme de la familia Columbidae endémica de Filipinas.